# Presa Schpoiná
La Central Hidroeléctrica Schpoiná, o Presa Schpoiná, es la presa hidroeléctrica de menor capacidad de generación eléctrica de todas las Centrales Hidroeléctricas construidas en el estado de Chiapas y operadas por la Comisión Federal de Electricidad.
Esta presa está ubicada en el cauce del Río Schpoiná, en el municipio de Venustiano Carranza. Tiene una potencia instalada de 2.2 megawatts para generación de energía eléctrica y una altura de 3.3 metros.